# 김대섭
김대섭(1981년 6월 30일~)은 대한민국의 골프 선수이다. 2001년에 프로로 전향하여 아시안 투어에서 2회 우승했다.